# Morsea catalinae
Morsea catalinae är en insektsart som beskrevs av Rentz, D.C.F. och Weissman 1981. Morsea catalinae ingår i släktet Morsea och familjen Eumastacidae. Inga underarter finns listade i Catalogue of Life.